# 靜岡第一電視台
株式會社静岡第一電視（日语：／ Shizuoka Daiichi Terebi */?），通稱靜岡第一電視台，簡稱SDT，是日本的一家以靜岡縣為播出地區的電視台。靜岡第一電視台開播于1979年7月1日，是靜岡縣的第四家民營電視台。靜岡第一電視台是日本電視台聯播網NNN及NNS的成員，呼號為JOSX-DTV，遙控器號碼是4頻道。

## 資本構成
下表列出2021年3月31日時靜岡第一電視台的主要股東:349：
| 資本金   | 發行股份總數 | 股東數 |
| -------- | ------------ | ------ |
| 10億日元 | 200,000股    | 27     |

| 股東                         | 持股數   | 比例   |
| ---------------------------- | -------- | ------ |
| 讀賣新聞集團本社             | 39,900股 | 19.95% |
| 日本電視控股                 | 24,000股 | 12.00% |
| 日本電視台小鳩文化事業團     | 24,000股 | 12.00% |
| 富士媒體控股                 | 18,000股 | 09.00% |
| 靜岡縣信用農業協同組合聯合會 | 12,000股 | 06.00% |

## 歷史
靜岡縣第二家民營電視台靜岡電視台在1968年開播。此後讀賣新聞和朝日新聞曾達成君子協議，雙方暫時停止提出設立第三家民營電視台的申請:23。但在1972年，靜岡縣西部的濱松市有業者申請開設靜岡縣第三家民營電視台。在得知這一設立申請書系朝日新聞社和中日新聞社聯合提出後，讀賣新聞亦開始申請獲得靜岡縣的第三家民營電視執照。同時為了進行差別化，和主要與濱松資本合作的朝日系相對，讀賣系積極邀請靜岡市及靜岡縣東部資本參加:23。當時濱松市財界以濱松高等工業學校在二戰前就進行電視研發、靜岡放送和靜岡電視台的總部均設在靜岡市為由，積極展開第三家民營電視台總部應設在濱松市的運動。因此靜岡縣第三家電視台之爭同時還反映了靜岡縣內的地域之爭:24。1973年10月，郵政省正式宣布將在靜岡、新潟、長野釋出第三個民營電視台執照，濱松·朝日新聞一方迅即提出了以NET電視台為核心台，濱松市主要企業和朝日、中日、日經新聞出資的新台構想。而靜岡·讀賣新聞一方也迅速公佈了大井川以東各市長和商工會議所會頭聯名的要望書，要求第三家電視台應設在靜岡市，並獲得靜岡縣各地農協及漁協的支持:25。讀賣新聞對朝日新聞，以及濱松市對靜岡市圍繞靜岡縣第三家民營電視台的激烈爭奪正式表面化。雙方互不相讓的對立亦導致靜岡縣第三個民營電視台的執照遲遲難以釋出。1975年4月，郵政省宣布靜岡縣第三家電視台總部應設在靜岡市，並考慮設立第四家民營電視台:27。翌年1月，時任郵政大臣村上勇請求靜岡縣知事川本敬三郎出面整合讀賣、朝日兩大陣營的申請，但川本表示唯有發放第四家民營電視台執照才是根本的解決方法，並暫時不出面調解:28-29。直到郵政省有意在發放第三家民營電視台預備執照後儘早發放第四家民營電視台執照後，靜岡縣政府才從這一年8月開始出面調解:30-31。最後雙方同意對等出資第三家民營電視台，其中一方在第四家民營電視台開播後退出第三家民營電視台經營:32。1977年10月，讀賣一方同意靜岡縣第三家民營電視台由朝日一方主導，而讀賣則申請設立第四家民營電視台:35-36。讀賣、朝日雙方同意靜岡縣的第三家電視台靜岡縣民放送（現靜岡朝日電視台）在開播時的朝日、讀賣出資比例相同，並同時設立兩個事業本部。第一事業本部負責靜岡縣民放送的經營。第二事業本部負責第四家民營電視台的播出準備工作。靜岡縣民放送播出的節目中，日本電視台和朝日電視台各佔半數比例。靜岡縣第四家民營電視台開播後，讀賣一方即退出靜岡縣民放送經營:38-40。1978年5月，讀賣一方開始在靜岡市中原修建靜岡縣第四家電視台的總部:45，並在1979年2月竣工:48。這座建築包括事務棟、技術棟、機械棟三座建築，並擁有靜岡縣第一個立體聲電視播出設備:49。
1978年12月20日，靜岡縣第四家民營電視台被定名為靜岡第一電視台:41，並於翌年2月2日獲得預備執照:42。同時靜岡第一電視台還邀請日本電視台廣報課製作了第一代商標:60。1979年6月24日，靜岡第一電視台開始進行試播:64。7月1日，靜岡第一電視台正式開播:71。在開播5週年之際的1984年，靜岡第一電視台在靜岡產業館舉辦了「兵馬俑展」，吸引了22.5萬人參觀:248-252。1987年，靜岡第一電視台對總部進行了擴建，設置了新聞專用攝影棚:296-297。靜岡第一電視台在1989年導入了衛星新聞轉播（SNG）:280。
1999年6月，靜岡第一電視台因未播出部分和簽約的廣告問題而被日本民間放送聯盟除名。成為第一家被民放聯除名的電視台。翌年8月，靜岡第一電視台再次加入民放聯。靜岡第一電視台於2005年11月1日開始播出數位電視訊號，並於2011年7月24日停止播出類比電視。2016年開始，靜岡第一電視台啟用「Daiichi-TV」作為新的暱稱，取代之前使用的「第一電視台」。靜岡第一電視台在2018年發布了修建新總部的計劃，並於2019年3月28日動工。新總部為3層建築，面積6,134平方公尺，由大林組負責施工。新總部在2020年5月竣工。

## 節目
靜岡第一電視台在開播時的自製新聞節目是《NNN第一電視新聞》，時長只有5分:85。開播3年後的1982年，靜岡第一電視台開始播出《Today靜岡》節目，時間延長至15分:110-111。1988年，靜岡第一電視台開始播出其第一個大型帶狀自製新聞節目《靜岡Plus1》:85。現在靜岡第一電視台在平日傍晚播出的自製帶狀節目有資訊節目《Marugoto》，以及新聞節目《news every.靜岡》。靜岡第一電視台還在每週日傍晚播出體育新聞節目《D體育》（Dスポ），並且每月播出一次自製資訊節目《Shizupuri》。
1980年開始播出的《主婦交流城》（奥様ふれあいタウン）是靜岡第一電視台的第一個自製帶狀資訊節目，在週一至週五上午11時45分播出，時長15分:157-158。由於農協在設立過程中發揮重要作用，靜岡第一電視台積極製作農業節目，其製作的《胡羅蔔 茄子 番茄》（にんじん　なす　トマト）曾自1980年開始播出6年:159-163。開播於1981年的《三上寬的JanJan星期五》（三上寛のJanJan金曜日）是一檔面向年輕觀眾的娛樂節目。翌年該節目改在週六播出，並改名為《JanJan星期六》:166-172。

## 外部連結
- 官方网站
- YouTube上的Daiichi-TV CHANNEL頻道
- Shizuoka Daiichi Television的Facebook專頁
- Daiichi-TV【日視系】的X（前Twitter）
- daiichi_tv的Instagram帳戶